# Linnaemya propleuralis
Linnaemya propleuralis là một loài ruồi trong họ Tachinidae.